# Невада (окръг, Арканзас)
Вижте пояснителната страница за други значения на Невада.
Окръг Невада (на английски: Nevada County) е окръг в щата Арканзас, Съединени американски щати. Площта му е 1608 km², а населението – 8997 души (2010). Административен център е град Прескот.